# 蟠渓温泉
蟠渓温泉（ばんけいおんせん）は、北海道有珠郡壮瞥町蟠渓にある温泉。

## 泉質
- 含食塩 - 石膏硫化水素泉など
  - 源泉温度65 - 92℃

## 歴史
古くからアイヌの人々が利用する湯治場であった。
1884年（明治17年）開湯。最盛期には芸妓衆もいる温泉街であったが、現在では鄙びた温泉地になっている。

### 名称の由来
アイヌ語の「パンケユ（panke-yu）」（下流側の・湯）に由来する。これは上流側の北湯沢温泉のアイヌ語名「ペンケユ（penke-yu）」（上流側の・湯）と対になる名称である。

## 温泉街
長流川沿いに3軒の旅館、および日帰り入浴施設が1軒存在する。
長流川（おさるがわ）の河原には無料入浴可能な露天風呂「オサルの湯」が存在する。源泉温度が高いので、川水を引き込むなどの工夫が必要。このオサルの湯は利用者のマナーが問題にもなっている。オサル湯の周囲にも温泉が湧出している場所が複数あり、即席で野湯ができる。

## アクセス
- 鉄道：室蘭本線伊達紋別駅よりバスで約40分。